# استنلی (ویسکانسین)
استنلی، ویسکانسین  (به انگلیسی: Stanley) شهری در شهرستان چیپیوا کلارک ایالت ویسکانسین است که در سال ۱۸۹۸ بنیان‌گذاری شده‌است. این شهر طبق سرشماری سال ۲۰۱۰ میلادی ۳٬۶۰۸ نفر جمعیت داشته‌است.